# باشگاه فوتبال ختلان
باشگاه فوتبال ختلان باختر (به تاجیکی: ФК Хатлон Бохтар) یک باشگاه فوتبال حرفه‌ای مستقر در باختر، تاجیکستان است. این تیم هم‌اکنون در لیگ عالی تاجیکستان بازی می‌کند.